# Lancaster (Kansas)
Lancaster és una població dels Estats Units a l'estat de Kansas. Segons el cens del 2000 tenia 291 habitants.

## Demografia
Segons el cens del 2000, Lancaster tenia 291 habitants, 107 habitatges, i 81 famílies. La densitat de població era de 510,7 habitants/km².
Dels 107 habitatges en un 42,1% hi vivien nens de menys de 18 anys, en un 63,6% hi vivien parelles casades, en un 8,4% dones solteres, i en un 23,4% no eren unitats familiars. En el 21,5% dels habitatges hi vivien persones soles el 12,1% de les quals corresponia a persones de 65 anys o més que vivien soles. El nombre mitjà de persones vivint en cada habitatge era de 2,72 i el nombre mitjà de persones que vivien en cada família era de 3,12.
Per edats la població es repartia de la següent manera: un 29,9% tenia menys de 18 anys, un 7,9% entre 18 i 24, un 30,9% entre 25 i 44, un 17,9% de 45 a 60 i un 13,4% 65 anys o més.
L'edat mediana era de 35 anys. Per cada 100 dones de 18 o més anys hi havia 92,5 homes.
La renda mediana per habitatge era de 32.500 $ i la renda mediana per família de 37.188 $. Els homes tenien una renda mediana de 29.000 $ mentre que les dones 21.250 $. La renda per capita de la població era de 12.921 $. Entorn del 10,4% de les famílies i l'11,6% de la població estaven per davall del llindar de pobresa.

## Poblacions més properes
El següent diagrama mostra les poblacions més properes.